# Neoceratopia

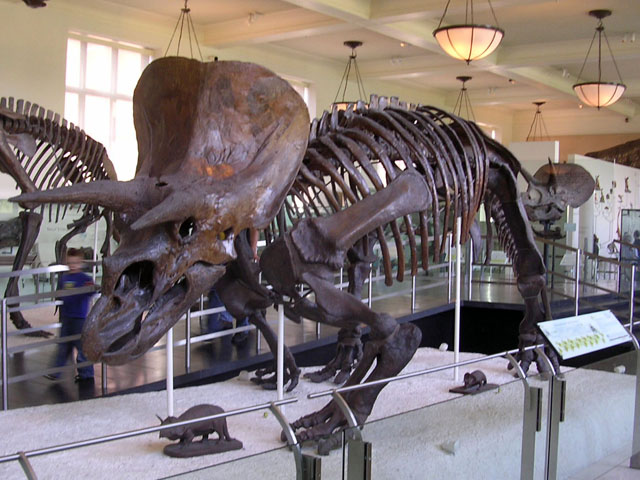
Skelet van Triceratops

De Neoceratopia  of (taalkundig onjuist) Neoceratopsia zijn een groep ornithischische dinosauriërs.
Het begrip werd in 1986 bedacht door Paul Sereno voor een klade bestaande uit meer geavanceerde Ceratopiërs maar deze gaf toen nog geen definitie. Dat veranderde in 1998 toen Sereno de klade definieerde als de groep bestaande uit Triceratops en alle soorten nauwer verwant aan Triceratops dan aan Psittacosaurus. Deze definitie werd overgenomen door Peter Dodson in 2004. In 2005 verbeterde Sereno zijn definitie door ook de soortnamen te geven: Triceratops horridus en Psittacosaurus mongoliensis.
De Neoceratopia vormen hoogstwaarschijnlijk (maar niet per definitie) een onderverdeling van de Ceratopia en omvatten zelf de Coronosauria. Ze zijn per definitie een zustergroep van de Psittacosauridae. Ze komen voor van het Kimmeridgien (Chaoyangsaurus youngi) tot het Maastrichtien van Azië en Noord-Amerika.